# Kochab
Kochab (von arab.: الكوكب, DMG al-kaukab ‚der Stern‘) oder β Ursae Minoris (Beta Ursae Minoris, kurz β UMi) ist die Bezeichnung des zweithellsten Sterns im Sternbild Kleiner Bär (Kleiner Wagen). Ursprünglich hieß er الكوكب الشمالي al-kaukab asch-schamālī ‚der nördliche Stern‘ und galt arabischen Astronomen als Polarstern. Inzwischen ist er aufgrund der Präzession der Erde aus dieser Position gerückt.
Kochab ist mit einer scheinbaren Helligkeit von 2,1 mag mit bloßem Auge gut zu erkennen und bildet zusammen mit Pherkad den Abschluss des Kastens des „Kleinen Wagens“. Er ist auf der Nordhalbkugel bis 16° nördlicher Breite als Zirkumpolarstern zu sehen.
Er ist ein orangeroter Riesenstern und gehört der Spektralklasse K4 und der Leuchtkraftklasse III an. Seine Entfernung von der Sonne beträgt etwa 130 Lichtjahre. Kochab gilt als Einzelstern.